# Cylindropuntia multigeniculata
Cylindropuntia multigeniculata är en kaktusväxtart som först beskrevs av Ira Waddell Clokey, och fick sitt nu gällande namn av Curt Backeberg. Cylindropuntia multigeniculata ingår i släktet Cylindropuntia, och familjen kaktusväxter. Inga underarter finns listade i Catalogue of Life.